# Brave Story: New Traveler
Brave Story: New Traveler est un jeu vidéo de rôle développé par Game Republic et édité par Sony Computer Entertainment en 2006 au Japon et en 2007 en Amérique du Nord, sur PlayStation Portable.

## Série
- Brave Story: Wataru's Adventure (PS2)
- Brave Story: My Dreams and Wishes (DS)
- Brave Story: New Traveler (PSP)